# Jean-Michel Tchouga
Jean-Michel Tchouga (Yaoundé, 20 december 1978) is een voormalig Kameroens voetballer die onder contract stond bij onder meer SC Kriens. Eerder speelde hij voor onder meer Yverdon-Sport FC, FC Basel, FC Lausanne-Sport, FC Lugano en FC Concordia Basel. Hij beëindigde zijn loopbaan in 2015 bij de Zwitserse club FC Köniz.

## Prijzen
Met FC Basel werd Tchouga kampioen in de Axpo Super League. Bij Concordia Basel werd hij topscorer werd van de Challenge League. Bij FC Luzern pakte hij de nationale beker en werd hij topscorer van het toernooi.
Hij kwam één keer uit voor Kameroen.